# Assedio di Naco (1914)
L'assedio di Naco fu la battaglia più lunga della rivoluzione messicana, durata 119 giorni dal 1914 al 1915. Assieme alla battaglia di Celaya del 1915, fu uno degli scontri più sanguinosi della guerra civile.
Questa battaglia coinvolse o colpì direttamente o indirettamente tutte le principali fazioni della Rivoluzione e influenzò l'esito finale del conflitto. La battaglia fu combattuta tra le forze fedeli a Francisco "Pancho" Villa (Villisti) e le forze leali alla fazione costituzionalista di Venustiano Carranza e Álvaro Obregón. La battaglia fu provocata dalla decisione del governatore José María Maytorena di sfidare le forze dell'esercito costituzionale al comando di Plutarco Elías Calles nel Sonora per il controllo dello stato nell'autunno del 1914. Le forze di Maytorena attaccarono le forze di Calles a Nogales e le costrinsero a ritirarsi a Naco. Qui i Costituzionalisti scavarono trincee e Maytorena iniziò l'assedio, cercando di invadere le difese della città per quattro mesi. Il conflitto protratto causò gravi perdite da entrambi i lati e danni anche al lato statunitense di Naco in Arizona, provocando timori ai cittadini statunitensi per la violazione delle leggi federali di neutralità. Per questo le truppe furono inviate nel vicino Fort Huachuca per proteggere gli interessi degli Stati Uniti. I reggimenti di cavalleria furono posti lungo il confine per assicurare che i combattimenti rimanessero solo sul lato messicano. Ciò portò al ferimento di numerosi soldati a causa di proiettili vaganti. Il Capo di stato maggiore dell'Esercito degli Stati Uniti Hugh L. Scott fu inviato a mediare una tregua e riuscì con la firma del Trattato di Naco il 15 gennaio 1915.